# Karlsdalsmossens naturreservat
Karlsdalsmossens naturreservat är ett naturreservat i Norrtälje kommun i Stockholms län.
Området är naturskyddat sedan 1996 och är 120 hektar stort. Reservatet omfattar i nordväst av en mindre sjö och östra delen av Karlsdalsmossen. Reservatet består av sumpskog och gammal barrskog med inslag av lövträd.